# Primula spicata
Primula spicata är en viveväxtart som beskrevs av Adrien René Franchet. Primula spicata ingår i släktet vivor, och familjen viveväxter. Inga underarter finns listade i Catalogue of Life.